# Montesquiu
Montesquiu település Spanyolországban, Barcelona tartományban. Lakosainak száma 1099 fő (2024).

## Földrajza
Montesquiu Les Llosses, Santa Maria de Besora, Sant Quirze de Besora és Sora községekkel határos.

## Népesség
A település lakosságának változását az alábbi diagram mutatja:
| Lakosok száma | 1184 | 1167 | 1061 | 834  | 858  | 880  | 921  | 931  | 1030 | 1099 |
|               | 1936 | 1955 | 1975 | 2001 | 2005 | 2008 | 2012 | 2016 | 2020 | 2024 |